# Quartil
Na estatística descritiva, um quartil é qualquer um dos três valores que divide o conjunto ordenado de dados em quatro partes iguais, e assim cada parte representa 1/4 da amostra ou população.
Assim, no caso de uma amostra ordenada,
- primeiro quartil (designado por Q1/4) = quartil inferior = é o valor aos 25% da amostra ordenada = 25º percentil
- segundo quartil (designado por Q2/4) = mediana = é o valor até ao qual se encontra 50% da amostra ordenada = 50º percentil, ou 5º decil.
- terceiro quartil (designado por Q3/4) = quartil superior = valor a partir do qual se encontram 25% dos valores mais elevados = valor aos 75% da amostra ordenada = 75º percentil
- a diferença entre os quartis superior e inferior chama-se amplitude inter-quartil.

## Exemplos
Exemplo 1
Amostra: {\displaystyle \{6,47,49,15,42,41,7,39,43,40,36\}}
Amostra ordenada: {\displaystyle \{6,7,15,36,39,40,41,42,43,47,49\}}
| Quartis                                                                |
| ---------------------------------------------------------------------- |
| {\displaystyle {\begin{cases}Q_{1}=15\\Q_{2}=40\\Q_{3}=43\end{cases}}} |

Exemplo 2
Amostra ordenada: {\displaystyle \{7,15,36,39,40,41\}}
| Quartis                                                                                     |
| ------------------------------------------------------------------------------------------- |
| {\displaystyle {\begin{cases}Q_{1}=15\\Q_{2}={\frac {36+39}{2}}=37,5\\Q_{3}=40\end{cases}}} |

## Cálculo dos quartis
```
N= quantidade de números no conjunto de dados
```

```
Q
1/4
 = o item na posição: 
arredondar
 0.25*(N+1)
Q
2/4
:
 Se N for 
par
:
  Q
2/4
 = média dos itens nas posições: (N/2) e (N/2)+1
 Se N for 
ímpar
:
  Q
2/4
 = o item na posição: (N+1)/2
Q
3/4
 = o item na posição: 
arredondar
 0.75*(N+1)
```

## Outras medidas
A população ou amostra também pode ser divida em outros quantis, i.e. 10 partes de 10% cada, originando os decis ou em 100 partes de 1% obtendo-se os percentis.